# Bardaxima demera
Bardaxima demera är en fjärilsart som beskrevs av William Schaus 1901. Bardaxima demera ingår i släktet Bardaxima och familjen tandspinnare. Inga underarter finns listade i Catalogue of Life.